# Legenden der Leidenschaft
Legenden der Leidenschaft (Originaltitel: Legends of the Fall) ist ein US-amerikanischer Spielfilm aus dem Jahr 1994. Der Regisseur war Edward Zwick, das Drehbuch schrieben Susan Shilliday und William D. Wittliff anhand eines Romans von Jim Harrison. Die Hauptrollen spielten Brad Pitt, Anthony Hopkins, Aidan Quinn, Julia Ormond und Henry Thomas.

## Handlung
Der Film erzählt die Geschichte der drei Söhne von Colonel William Ludlow: Tristan, Alfred und Samuel. Sie leben auf einer einsamen Ranch in Montana kurz vor Ausbruch des Ersten Weltkrieges. William Ludlow hat als Soldat der USA an Indianerkriegen teilgenommen und dabei auf Befehl Massaker und Kriegsverbrechen ausgeübt. Er bereut diese Taten und empfindet gegenüber dem Staat Hass und tiefes Misstrauen. Die Mutter hat die Familie vor langer Zeit verlassen, steht aber mit ihr noch in Briefkontakt. Tristan ist ein wilder, ungestümer Junge, der sich dem Indianer „Ein-Stich“, der für Colonel Ludlow arbeitet, sehr nahe fühlt. Alfred ist korrekt und gehorsam. Der biedere Samuel, der in Harvard studiert, kommt eines Tages nach Hause und bringt seine Verlobte Susannah mit. Alfred und Tristan verlieben sich augenblicklich in die schöne Frau. Diese lebt sich auf der Ranch sehr schnell ein und verbleibt dort längere Zeit. Susannah und Samuel haben noch nicht miteinander geschlafen, und sie entwickelt ein Begehren für Tristan.
Die Söhne melden sich trotz des Widerstands ihres Vaters freiwillig bei der kanadischen Armee, um im Ersten Weltkrieg für die Briten gegen das Deutsche Reich zu kämpfen. Dabei stirbt im Jahr 1915 Samuel durch Maschinengewehrfeuer. Voller Schuldgefühle und Depressionen rächt sich Tristan an mehreren deutschen Soldaten, indem er sie ersticht und skalpiert, wie er es in seiner Jugend von „Ein-Stich“ lernte. Wieder in Montana, rivalisieren Tristan und Alfred um Susannah. Alfred offenbart ihr kurz nach der Rückkehr aus Europa seine Liebe, sie beginnt aber mit Tristan eine Affäre.
Tristan ist nach dem Krieg ein gebrochener Mann und beginnt eine Weltreise. Susannah ist verzweifelt und verspricht ihm, für immer auf ihn zu warten. Alfred ist tief gekränkt und verlässt die Farm. Er geht in die Stadt und macht Karriere. Tristan schickt Susannah einen Brief, in dem er sie darum bittet, nicht mehr länger zu warten und einen anderen Mann zu heiraten. Nach vielen Jahren kehrt Tristan, von Schuld und Depressionen gereinigt, wieder zurück. William Ludlow hat während eines Streits, bei dem es um den Charakter Tristans ging, Alfred verflucht und von der Ranch gejagt.
Susannah ist inzwischen mit Alfred verheiratet, der in der Politik als Kongressabgeordneter tätig ist. Die kinderlose Ehe ist unglücklich, Susannah hat nie aufgehört, Tristan zu lieben, und Alfred ist immer noch von Eifersucht zerfressen. Der verarmte Colonel William Ludlow hat inzwischen einen Schlaganfall erlitten und kann seitdem kaum noch sprechen. Während der Prohibition in den späten 1920er Jahren wird Tristan zu einem Alkoholschmuggler und gerät dabei ins Visier einiger Regierungsbeamter. Tristan heiratet die mittlerweile erwachsene Isabel Zwei, die Tochter eines weißen Arbeiters und einer Indianerin auf der Ranch. Während einer Auseinandersetzung mit einigen Regierungsbeamten im Alkoholschmuggel wird Isabel Zwei versehentlich tödlich verletzt. Tristan verübt zusammen mit Decker Rache, darunter auch an einem der O’Banion-Brüder. Währenddessen nimmt sich Susannah aus Kummer mit einer Pistole das Leben.
Der korrupte Sheriff und der andere O’Banion-Bruder erscheinen mit einem weiteren bewaffneten Beamten auf der Farm und kündigen Tristan an, ihn zu ermorden. Daraufhin werden O’Banion und der Beamte von Colonel Ludlow erschossen, der Sheriff wird von Alfred erschossen. Alle Konflikte zwischen Alfred, Tristan und ihrem schwer kranken Vater scheinen bereinigt zu sein. Sie begraben nachts die Leichen der Getöteten und versenken deren Auto im Fluss. Tristan, dem man die Schuld geben wird, ist gezwungen zu fliehen. Er bittet Alfred darum, sich um seine Kinder zu kümmern, was dieser ihm verspricht. Viele Jahre später, im Jahr 1963, stirbt der inzwischen gealterte Tristan im Kampf gegen einen Grizzly-Bären im Wald einen guten Tod, wie der Erzähler der Geschichte anmerkt.

## Kritiken
Im Lexikon des internationalen Films wurde dem Film Trivialität vorgeworfen:

„Ein ambitionierter Film, der sich aber weitgehend im Trivialen verliert. Weder Dramaturgie noch filmische Mittel werden der ausgreifenden Story und ihren tragischen Dimensionen gerecht. Gegen Ende hastet er atemlos, aber ohne Erzählrhythmus und Überzeugungskraft dem forcierten Ende entgegen.“

Der Spiegel schrieb: „Das Sahnestück der Saison heißt Julia Ormond.“ und

„So herzhaft und prächtig wie dieses Werk des Regisseurs Edward Zwick, das jetzt in die deutschen Kinos kommt, hat seit langem kein Heimatfilm mehr aufgetrumpft - und so zerreißend wie Julia Ormond und Brad Pitt wird so rasch kein anderes Traumpaar miteinander und umeinander weinen: Auch hartgesottenen Herz-Schmerz-Verächtern gehen da die Augen über.“

## Auszeichnungen
John Toll gewann für die Kameraarbeit 1995 den Oscar. Der Film wurde weiterhin in den Kategorien Bestes Szenenbild (Lilly Kilvert, Dorree Cooper) und Beste Tonmischung (Paul Massey, David E. Campbell, Chris David und Douglas Ganton) nominiert.
Der Film wurde in vier Kategorien für den Golden Globe nominiert: Für die Beste Regie (Edward Zwick), als Bestes Drama, für die Beste Filmmusik (James Horner) und für den Besten Hauptdarsteller (Brad Pitt).
Der Film gewann den Western Heritage Award. John Toll wurde für den American Society of Cinematographers Award und für den Goldenen Frosch des polnischen Internationalen Filmfestivals der Kamerakunst nominiert.

## Drehorte
Die Dreharbeiten fanden vorwiegend in Alberta (Kanada) und British Columbia statt. Die Straßenszenen in der Kleinstadt Helena in Montana wurden in Gastown, einem Stadtteil von Vancouver aufgenommen.